# Sosotte
「Sosotte」（ソソッテ）は、1986年5月1日に発売された本田美奈子の6枚目のシングル。

## 解説
- 『ザ・ベストテン』など当時の民放の歌番組では、本田がセクシーポーズ（腹這い）で当曲を歌唱する姿が放映された。しかしNHKの歌番組では放送上不適切と判断されたのか、カップリング曲の「ハーフムーンはあわてないで」を歌唱していた。（関連：青江三奈「伊勢佐木町ブルース」）
- 日本プロ野球球団のロッテオリオンズは、「毎日オリオンズ」として創設された1950年以来用いられてきた「わがオリオンズ」（作詞・作曲：堀内敬三＝本田とはドヴォルザーク作曲の「新世界」に詞をつけた、というつながりがある）に代わる新応援歌として同年「ビバ!オリオンズ」（作詞・作曲：郷伍郎、編曲：小六禮次郎）を発表したが、曲調はほとんど当曲がモチーフとなっている。なお、同曲は当時「花のパ・リーグ情報」（テレビ東京）や「文化放送ホームランナイター」などで流れており、当時の本拠地だった川崎球場でもビクトロンで演奏されていたが、1992年に現在の「千葉ロッテマリーンズ」への改称と共に廃止され、以降球場やメディアなどで用いられる機会は無くなってしまった。

## 収録曲
1. Sosotte
作詞：秋元康 / 作曲：筒美京平 / 編曲：鷺巣詩郎
  - 東芝「イマージュ」TV-CMソング。
2. ハーフムーンはあわてないで
作詞：秋元康 / 作曲：筒美京平 / 編曲：大谷和夫

## 収録アルバム
- Sosotte
  - ゴールデンベスト ニューベストナウ （1987年6月5日）
  - Look over my shoulder （1988年10月26日）
  - best now （1989年9月13日、1990年11月14日）
  - SHANGRI-LA BEST POP COLLECTION （1990年12月12日）
  - Big Artist Best Collection （1994年12月7日）
  - TWIN BEST （1998年5月13日）
  - 2000 millennium BEST （2000年5月24日）
  - GOLDEN☆BEST 本田美奈子 （2003年6月25日）
  - 本田美奈子BOX （2004年12月15日）
  - NEW BEST 1500 （2005年8月24日）
  - ゴールデン☆アイドル 本田美奈子 (2014年7月30日)
  - エッセンシャル・ベスト 1200 本田美奈子 (2018年3月21日)

- ハーフムーンはあわてないで
  - DISPA 1987 （1988年1月25日） - ライブバージョン
  - SHANGRI-LA BEST POP COLLECTION （1990年12月12日）
  - TWIN BEST （1998年5月13日）
  - 本田美奈子BOX （2004年12月15日）
  - CD & DVD THE BEST （2005年12月7日）
  - ANGEL VOICE 〜本田美奈子.メモリアル・ベスト〜（2007年4月18日）
  - ゴールデン☆アイドル 本田美奈子 (2014年7月30日)